# کلاین نویسیدل
کلاین نویسیدل (به آلمانی: Klein-Neusiedl) یک منطقهٔ مسکونی در اتریش است که در ناحیه وین-اومگه‌بونگ واقع شده‌است. کلاین نویسیدل ۵٫۹۶ کیلومتر مربع مساحت دارد ۱۵۹ متر بالاتر از سطح دریا واقع شده‌است.